# Renato Marson
Renato Marson (Spilimbergo, 7 agosto 1952) è un allenatore di calcio ed ex calciatore italiano, di ruolo portiere.

## Carriera

### Giocatore
Cresce nelle giovanili del Milan, con cui conquista un secondo posto al Torneo di Viareggio del 1970 (sconfitta in finale per 0-1 contro il Dukla Praga). Colleziona alcune panchine in prima squadra, nella stagione 1972-1973, senza mai debuttare in Serie A. Nella stagione successiva si accasa alla Triestina. Nell'estate del 1974 passa all'Avellino, con cui debutta in Serie B il 20 ottobre 1974 in Foggia-Avellino 1-1. Nella stagione successiva rimane ancora in Irpinia, alternandosi in porta con Gian Nicola Pinotti. Gioca anche con l'Anconitana e il Pavia.

### Allenatore
Appese le scarpette al chiodo, assume il ruolo di allenatore dei portieri.

## Palmarès

### Giocatore

#### Competizioni nazionali
- Serie D: 1

Pavia: 1977-1978 (girone B)